# TvOS 15
tvOS 15 è la quindicesima versione del sistema operativo per Apple TV sviluppato dalla Apple Inc.. È stata presentata durante la Worldwide Developers Conference del giugno 2021. Lo stesso giorno ne è stata pubblicata la prima beta mentre l’uscita per il pubblico è avvenuta il 20 settembre 2021.